# Samuel Fuller
Samuel Michael Fuller (Worcester, 12 augustus 1912 – Hollywood, 30 oktober 1997) was een Amerikaans regisseur, scenarioschrijver en acteur.

## Levensloop
Samuel Fuller was een kind van Joods-Russische emigranten. Na de dood van haar man trok Fullers moeder in 1924 met haar kinderen naar New York. Fuller werkte aanvankelijk als loopjongen voor enkele kranten, totdat hij in 1929 misdaadverslaggever voor The New York Evening Graphic werd. Na verschillende banen bij dagbladen aan de Amerikaanse westkust, trok Fuller naar Hollywood. Daar begon hij scenario's en novelles te publiceren. Tussen 1936 en 1942 werden acht films gedraaid op basis van zijn scenario's.
Tijdens de Tweede Wereldoorlog diende Fuller bij de eerste infanteriedivisie. Hij vocht mee in Noord-Afrika, Sicilië, België, Frankrijk, Duitsland en Tsjecho-Slowakije. In 1944 verscheen zijn eerste roman The Dark Page, die voornamelijk positieve kritieken kreeg. In 1948 schreef hij het scenario voor de film Shockproof van Douglas Sirk. In datzelfde jaar draaide Fuller met het drama I Shot Jesse James zijn eerste eigen bioscoopfilm. In het begin van de jaren '50 volgde een rist andere films. Hij won in 1953 de Zilveren Leeuw op het Filmfestival van Venetië met zijn film noir Pickup on South Street.
In 1956 richtte Fuller zijn eigen productiehuis Globe Enterprises op. Daarmee financierde hij zelf zijn zes volgende films. Vanaf 1962 legde hij zich ook toe op televisieproducties. Tijdens het midden van de jaren '60 woonde Fuller een tijdlang in Frankrijk. Hij speelde toen onder meer mee in de film Pierrot le fou (1965) van Jean-Luc Godard en leerde er zijn tweede vrouw kennen, de Duitse actrice Christa Lang. In 1967 regisseerde hij de film Shark!, waarin zonder medeweten van Fuller drastisch werd geknipt door de filmproducenten. In 1978 realiseerde hij zijn laatste grote project, het deels autobiografische oorlogsdrama The Big Red One. Later maakte hij daar ook een roman van. Zijn laatste bioscoopfilm was Street of No Return (1989), maar hij bleef nadien nog lang actief als acteur.
Hij stierf thuis in Californië op 85-jarige leeftijd.

## Filmografie (selectie)

### Als scenarioschrijver
- 1943: Margin for Error
- 1949: Shockproof
- 1974: The Klansman

### Als regisseur
- 1949: I Shot Jesse James
- 1950: The Baron of Arizona
- 1951: The Steel Helmet
- 1951: Fixed Bayonets!
- 1952: Park Row
- 1953: Pickup on South Street
- 1953: Hell and High Water
- 1955: House of Bamboo
- 1957: China Gate
- 1957: Run of the Arrow
- 1957: Forty Guns
- 1959: Verboten!
- 1959: The Crimson Kimono
- 1961: Underworld U.S.A.
- 1962: Merrill's Marauders
- 1963: Shock Corridor
- 1964: The Naked Kiss
- 1969: Shark!
- 1980: The Big Red One
- 1983: White Dog
- 1984: Les Voleurs de la nuit
- 1989: Street of No Return

### Als acteur
- 1965: Pierrot le fou
- 1971: The Last Movie
- 1976: Der amerikanische Freund
- 1982: Hammett
- 1982: Der Stand der Dinge
- 1984: Slapstick (Of Another Kind)
- 1989: Sons
- 1994: Somebody to Love
- 1997: The End of Violence

- Bibsys: 90252316
- Biblioteca Nacional de España: XX1128924
- Bibliothèque nationale de France: cb11903733g (data)
- Catàleg d'autoritats de noms i títols de Catalunya: 981058512680806706
- CiNii: DA04297808
- Gemeinsame Normdatei: 119229021
- International Standard Name Identifier: 0000 0001 1953 2232
- Library of Congress Control Number: n50016670
- Nationale Bibliotheek van Letland: 000243097
- MusicBrainz: 092b249c-4058-49fe-8b23-62b1602eaa75
- Bibliotheek van het Japanse parlement: 00466818
- Nationale Bibliotheek van Tsjechië: xx0041976
- Nationale bibliotheek van Australië: 42373295
- Nationale Bibliotheek van Israël: 987007578976105171
- Nationale Bibliotheek van Polen: a0000002686790
- Nationale en Universitaire bibliotheek Zagreb: 000607810
- Nederlandse Thesaurus van Auteursnamen: 069677638
- Réseau des bibliothèques de Suisse occidentale: 02-A000067053
- RKD-Nederlands Instituut voor Kunstgeschiedenis: 29750
- SNAC: w6rr335v
- Système universitaire de documentation: 028688392
- Trove: 1255709
- Union List of Artist Names: 500019218
- Virtual International Authority File: 96709995
- WorldCat: E39PBJvt7mxYHRyrRkqKdyVcT3

I Shot Jesse James (1949) · The Baron of Arizona (1950) · The Steel Helmet (1951)· Fixed Bayonets! (1951) · Park Row (1952) · Pickup on South Street (1953) · Hell and High Water (1954) · House of Bamboo (1955) · China Gate (1957) · Run of the Arrow (1957) · Forty Guns (1957) · Verboten! (1959) · The Crimson Kimono (1959) · Underworld U.S.A. (1961) · Merrill's Marauders (1962) · Shock Corridor (1963) · The Naked Kiss (1964) · Shark! (1969) · The Big Red One (1980) · White Dog (1982) · Les Voleurs de la nuit (1984) · Street of No Return (1989)